# ستاره‌های آرزوها
ستاره‌های آرزوها یا درامای کامل: همه ستاره‌ها با (مخفف TDAS)فصل پنجم مجموعه تلویزیونی انیمیشنی کانادایی آرزوها است، که اولین نمایش خودرا از ۹ ژانویه ۲۰۱۴ در کانال Teletoon درکشورش کانادا انجام داد. در ۱۰ سپتامبر ۲۰۱۳ از شبکه کارتون نت ورک در ایالات متحده پخش شد.